# 溝口善兵衛
溝口 善兵衛（みぞぐち ぜんべえ、1946年（昭和21年）1月20日 - 2024年（令和6年）8月20日）は、日本の大蔵・財務官僚、政治家。島根県知事（3期）。血液型はB型。

## 来歴

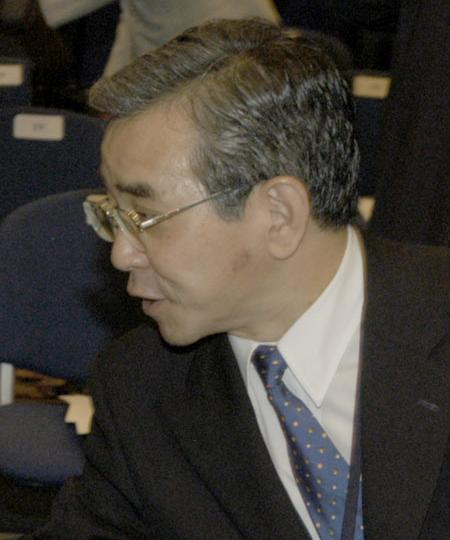
財務官時代。

島根県益田市生まれ。島根県立益田高等学校、東京大学経済学部卒業。1968年4月、大蔵省に入省し、理財局総務課に配属された。鳥取税務署長などを務めた後、1977年より在ドイツ連邦共和国（西ドイツ）日本大使館に勤務（当初は二等書記官、のち一等書記官）。斎藤次郎は大使館時代の上司。1980年7月に大蔵省へ戻り、主計局主計官補佐（地方財政、補助金係主査）となる。溝口の主計官補佐（主査）への就任は斎藤の口添えがあったものだとされている。
その後は大臣官房、国際金融局での勤務のほか、国際復興開発銀行への出向や在アメリカ合衆国日本大使館公使も経験する。1996年には大方の予想に反して主計局次長（次席）に就任。主計官を経験せず、予算の査定をしたことのない者が次長となったのは溝口が初であり、異例の人事として注目された。1997年より大臣官房総務審議官になり、1998年より大蔵省大臣官房長を務める。1999年より国際局長。順当なら中井省が国際局長の筆頭候補であったが、大臣官房審議官（銀行局担当）時代の過剰接待が問題になった時期に直接の権限がある中で名が取り沙汰されたことや北海道拓殖銀行、日本長期信用銀行、日本債券信用銀行の相次ぐ破綻に関与する大きな責任があった。また、溝口氏が国際局長に据わった場合、林正和経済企画庁長官官房長が晴れて官房長に就けることなどから溝口が国際局長となった。2003年に財務官に着任。2004年に財務省を退官し、財団法人国際金融情報センター理事長に就任した。
2007年、島根県知事選挙に無所属で立候補し、初当選を果たした。
2011年、島根県知事選挙（2011）に立候補、再選した。
2015年、3選を目指し島根県知事選挙に立候補。自民党と公明党から推薦を受け選挙戦を戦い、3選を果たした。
2017年、知事3期目中に食道がんが見つかる。
2019年の県知事選には出馬せず、政界を引退した。退任後は都内で暮らしていた。  同年、旭日重光章受章。
2024年8月20日午前11時20分、東京都内で老衰のため死去。78歳没。死没日付をもって従三位に叙された。

## 人物
家族は妻、2女。
大蔵省の入省同期には林正和（財務事務次官、主計局長、大臣官房長）、村田吉隆（衆議院議員、国家公安委員長兼防災担当大臣、国際金融局調査課長）、田谷廣明（東京税関長、主計局総務課長）、中井省（財政金融研究所長）、浜中秀一郎（駐ポルトガル大使、金融監督庁次長）、堀田隆夫（大阪証券金融社長、JT副社長、造幣局長）、斎藤徹郎（北海道開発次官）らがいた。
財務官在任中、急激な円高を抑制するために外国為替市場で円売り・ドル買いの大規模為替介入を行った。かつて榊原英資が「ミスター円」と名付けられたのをもじって、アメリカの経済誌『ビジネスウィーク』が溝口のことを「ミスター・ドル」と命名した。この介入は、当時米国財務省次官であったジョン・テイラーと溝口が主導したため、「テイラー・溝口介入」などとも呼ばれる。

## 年譜
- 1946年1月20日 - 島根県益田市にて出生
- 1964年 - 島根県立益田高等学校卒業
- 1968年 - 東京大学経済学部卒業、大蔵省入省（理財局総務課[17]）
- 1969年10月 - 名古屋国税局調査査察部[17]。
- 1970年8月 - 大臣官房調査企画課[17]。
- 1971年 - 大臣官房調査企画課調査主任[18]
- 1972年 - 大臣官房調査企画課調査第一係長[19]
- 1973年7月 - 鳥取税務署長[17]。
- 1974年7月 - 国際金融局調査課長補佐（企画・国際収支）[20][17]。
- 1976年7月 - 国際金融局付（外務省研修所）[17]。
- 1977年5月 - 在ドイツ連邦共和国日本国大使館二等書記官[17]。
- 1978年4月 - 在ドイツ連邦共和国日本国大使館一等書記官[17]。
- 1980年7月 - 主計局主計官補佐（地方財政係主査）[17]。
- 1982年6月 - 主計局主計官補佐（文部係主査）[17]。
- 1983年6月 - 大臣官房企画官兼国際金融局総務課[17]。
- 1984年6月 - 大臣官房企画官兼銀行局総務課[17]。
- 1985年7月 - 派遣職員（国際復興開発銀行）[17]。
- 1988年6月 - 大臣官房参事官（副財務官）[17]。
- 1989年6月 - 国際金融局開発政策課長[17]。
- 1992年7月 - 国際金融局総務課長[17]。
- 1993年 - 大臣官房参事官（副財務官）
- 1994年 - 在アメリカ合衆国大使館公使
- 1996年 - 主計局次長（次席）（地方財政担当）[21]
- 1997年 - 大臣官房総務審議官
- 1998年 - 大臣官房長
- 1999年 - 国際局長
- 2003年 - 財務官
- 2004年 - 財団法人 国際金融情報センター理事長
- 2007年 - 島根県知事に初当選
- 2011年 - 島根県知事に再選
- 2015年 - 島根県知事に三選
- 2024年8月20日 - 死去